# Rosà

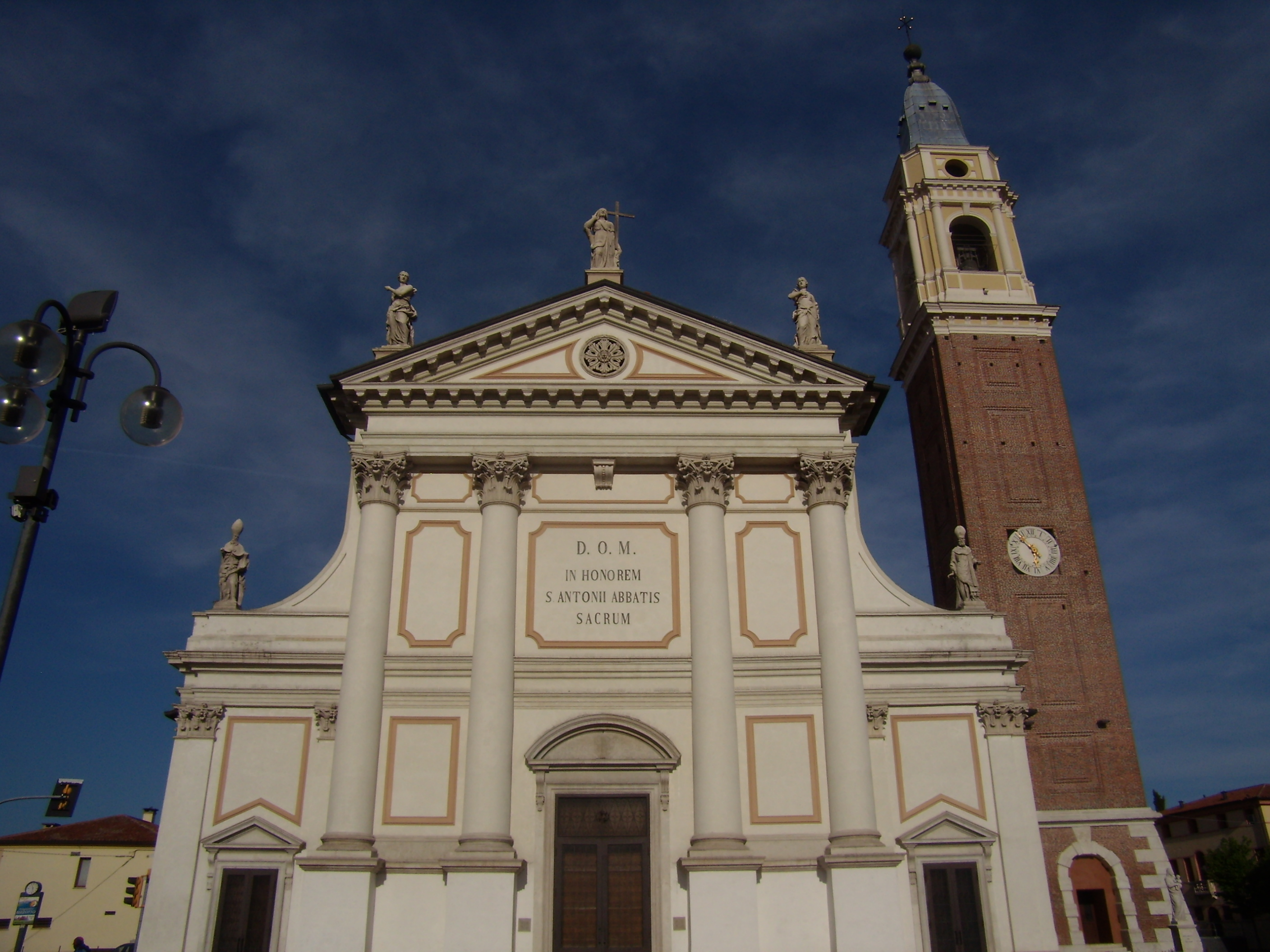
La Catedral de Rosa

Rosà es un municipio italiano de 13.866 habitantes de la provincia de Vicenza (región de Véneto). 

## Demografía
| Gráfica de evolución demográfica de Rosà entre 1861 y 2001 |
|                                                            |
| fuente ISTAT - elaboración gráfica a cargo de Wikipedia    |